# СС марширува във вражеска земя
SS Marschiert in Feindesland (СС марширува във вражеска земя) е военен марш на елитните паравоенни формирования Вафен-СС на Нацистка Германия.
Съпровождащият го текст се променя с хода на войната, като в този вариант Вафен-СС е описан като „оръжието“ на Третия Райх срещу главня му идеологически враг – болшевизма, и готовността на германските войници да се жертват за родината си. В друга версия, например, „Червеният“ („der Rote“) е заменен с „Противника“ („der Gegner“) Волга с Одер и още някои несъществени стилистични промени. Поради многонационалния характер на Вафен-СС песента има няколко езикови версии – френска, норвежка, естонска, латвийска, а след войната, с променен текст, е приета и като марш във френския Чуждестранен легион и в бразилските въоръжени сили.

## Немски текст и превод
| Немски текст SS marschiert in Feindesland Und singt ein Teufelslied Ein Schütze steht am Wolgastrand Und leise summt er mit Wir pfeifen auf Unten und Oben Und uns kann die ganze Welt Verfluchen oder auch loben, Grad wie es jedem gefällt. Wo wir sind da geht's immer vorwärts Und der Teufel, der lacht nur dazu Ha, ha, ha, ha, ha, ha Wir kämpfen für Deutschland Wir kämpfen für Hitler Der Rote kommt niemehr zur Ruh' Wir kämpften schon in mancher Schlacht In Nord, Süd, Ost und West Und stehen nun zum Kampf bereit Gegen die rote Pest ϟϟ wird nicht ruh'n wir vernichten Bis niemand mehr stört Deutschlands Glück Und wenn sich die Reihen auch lichten Für uns gibt es nie ein Zurück. Wo wir sind da geht's immer vorwärts Und der Teufel, der lacht nur dazu Ha, ha, ha, ha, ha, ha! Wir kämpfen für Deutschland Wir kämpfen für Hitler Der Rote kommt niemehr zur Ruh' | Български превод СС марширува във вражеската земя и пее една дяволска песен. Един редник стои на бряга на Волга и тихичко си тананика: Ние фучим нагоре и надолу и нас ни знае целият свят проклинани или хвалени - на който както му се ще. Където сме винаги вървим напред, и само дяволът на това се смее: Ха ха ха ха ха ха ! Ние се бием за Германия, Ние се бием за Хитлер, Червените никога не ще си отдъхнат! Ние се бием вече в тази битка, на север, юг, изток и запад стоим сега и тук готови за борба срещу червената чума. СС няма да се спре, докато не я унищожи! чак докато никой не смушава щастието на Германия И докато вашите редици също не оредеят За нас няма да има завръщане! Където сме винаги вървим напред, и само дяволът на това се смее: Ха ха ха ха ха ха ! Ние се бием за Германия, Ние се бием за Хитлер, Червените никога не ще си отдъхнат! |  |

## Марш на Чуждестранния легион
„Песента на дявола“, вече използвана от френската SS Division Charlemagne във войната срещу СССР, след нея с модифициран текст става марш на Френския чудестранен легион и е наречена „La Légion marche vers le front“.
La Légion marche vers le front,
En chantant nous vaincrons,
Héritiers de ses traditions,
Nous aussi nous marchons.
Nous sommes les hommes des troupes d'assaut
Soldats de la vieille Légion,
Demain brandissant nos drapeaux,
En vainqueurs nous défilerons,
Nous n'avons pas seulement des armes,
Mais le diable marche avec nous,
Ha, ha, ha, ha, ha, ha, car nos aînes de la Légion,
Se battant là-bas, nous emboîtons le pas.
Pour ce destin de chevalier
Honneur fidélité.
Nous sommes fiers d'appartenir
A ceux qui vont mourir
Nous sommes les hommes des troupes d'assaut
Soldats de la vieille Légion,
Demain brandissant nos drapeaux,
En vainqueurs nous défilerons,
Nous n'avons pas seulement des armes,
Mais le diable marche avec nous,
Ha, ha, ha, ha, ha, ha, car nos aînes de la Légion,
Se battant là-bas, nous emboîtons le pas.
Fidélité est notre loi,
Lutter pour notre foi.
Notre fierté de chevaliers,
Notre honneur de soldats.
Nous sommes les hommes des troupes d'assaut
Soldats de la vieille Légion,
Demain brandissant nos drapeaux,
En vainqueurs nous défilerons,
Nous n'avons pas seulement des armes,
Mais le diable marche avec nous,
Ha, ha, ha, ha, ha, ha, car nos aînes de la Légion,
Se battant là-bas, nous emboîtons le pas.